# نیومدیم که کسی دوستمون داشته باشه
| بررسی انتقادی | بررسی انتقادی |
| منبع          | رتبه‌بندی      |
| ------------- | ------------- |
| بولین تونز    | ۹٫۵/۱۰        |
| بروکلین وگن   | مثبت          |
| پیچفورک       | ۷٫۵           |
| اسپوتنیک‌موزیک | ۴٫۵/۵         |

نیومدیم که کسی دوستمون داشته باشه (به انگلیسی: We're Not Here to Be Loved) نخستین آلبوم استودیویی از گروهٔ موسیقی راک آمریکایی فلش‌واتر می‌باشد که در ۴ نوامبر سال ۲۰۲۲ از سوی کلوزد کاسکت اکتیویتیز منتشر گردید.